# Kaputt
(Curzio Malaparte)
Kaputt è un libro scritto da Curzio Malaparte tra il 1941 ed il 1943. È difficile definirlo un romanzo nel senso comune del termine: non ha uno sviluppo di trama prevedibile.
È piuttosto un insieme di episodi, in parte autobiografici, tenuti assieme dal riferimento alla cornice bellica in cui si dipana il racconto.

## Il titolo
(Curzio Malaparte)
Com'è noto, kaputt in tedesco corrisponde a rotto, fuori combattimento, guasto.

## Lingue
(Curzio Malaparte)
Uno degli aspetti più sorprendenti del libro è la sua poliedricità linguistica: è infatti scritto prevalentemente in italiano, ma ha ampi inserti in quasi tutte le lingue europee, incluse le lingue slave, con una certa prevalenza di tedesco (qualcosa di più di una seconda lingua per l'autore), e di francese, la lingua della diplomazia — di cui Malaparte stesso era stato membro — e il più delle volte senza alcuna traduzione.

## Trama
Malaparte racconta fatti realmente vissuti dallo scrittore (anche se a volte "romanzati") che per lo più vaga per varie zone di operazione, formalmente in qualità di capitano dell'esercito italiano, ma svolgendo in concreto un ruolo di corrispondente di guerra, che lo avvicina alla figura di Ernest Hemingway. Si sofferma però anche sulla vita "romana", alla "corte" dell'allora ministro degli esteri Galeazzo Ciano.
Il libro contiene anche agghiaccianti "affreschi" della persecuzione degli ebrei proposti con un atteggiamento paradossalmente cinico e compassionevole insieme. Tra le sue pagine troviamo una delle primissime descrizioni delle atroci condizioni nel ghetto di Varsavia in Polonia e dei crimini commessi nel Pogrom di Iași in Romania, dove persero la vita più di 13.000 ebrei.
Il filo conduttore dell'intera narrazione è rappresentato dalla morte-Passione di una serie di animali. Tra questi un cavallo, che assurge a simbolo della patria-Europa e la cui morte in sogno, appeso ai bracci di una croce, simboleggia l'agonia di quest'ultima e la fine del Sacro in un mondo oramai segnato dalla tecnica e dalla viltà:

## Poetica
Si caratterizza per uno stile visionario e a tratti brutale, per la narrazione in prima persona.
I dialoghi sono improntati alla tagliente, surreale ironia con cui il narratore caratterizza soprattutto gli interlocutori più altolocati, che spesso frequenta. A proposito degli altri personaggi, va osservato come essi siano in buon numero realmente esistiti, e nel libro si rivolgano allo scrittore chiamandolo con il suo "nome d'arte", invece che con le sue effettive generalità (vedasi in nota; il particolare sembra poco verosimile ed accentua il carattere di "realtà parallela" che connota la narrazione, sempre in bilico tra storia ed immaginazione).

## Capitoli
Il libro è organizzato in sei parti, bizzarramente intitolate ad altrettanti animali.
- Parte prima: i cavalli
  - La côté de Guermantes
  - Patriacavallo
  - I cavalli di ghiaccio
- Parte seconda: i topi
  - "God shave the King!"
  - Le città proibite
  - I topi di Jassy
  - Cricket in Polonia
- Parte terza: i cani
  - La notte d'inverno
  - I cani rossi
  - La notte d'estate
  - Il fucile impazzito
- Parte quarta: gli uccelli
  - L'occhio di vetro
  - Un paniere di ostriche
  - Of their sweet deaths
  - Le ragazze di Soroca
- Parte quinta: le renne
  - Uomini nudi
  - Sigfrido e il salmone
- Parte sesta: le mosche
  - Golf handicaps
  - Il sangue

## Edizioni
- Kaputt, Napoli, Casella, 1944,  pp. 691 (seconda edizione 1945; terza edizione 1946).
- Kaputt, Milano, Daria Guarnati, 1948 (quarta edizione, edizione definitiva),  pp. XII-484.
- Kaputt, Milano-Roma, Aria d'Italia, 1948,  p. 479.
- Kaputt, a cura di Enrico Falqui, Collana Opere Complete di C. Malaparte, Firenze, Vallecchi, 1960,  p. 686.
- Kaputt, Introduzione di Mario Isnenghi, Collana Oscar n.1102, Mondadori, 1978.
- Kaputt, Mondadori, 2001,  p. 462, ISBN 978-88-04-49696-0.
- Kaputt, a cura di Giorgio Pinotti, Collana Fabula n.207, Milano, Adelphi, 2009,  p. 476.